# اسلام‌آباد (فیروزآباد)
اسلام‌آباد، روستایی در دهستان بایگان بخش مرکزی شهرستان فیروزآباد در استان فارس ایران است.

## جمعیت
بر پایه سرشماری عمومی نفوس و مسکن در سال ۱۳۹۵، جمعیت این روستا برابر با ۳۲۷ نفر (۹۵ خانوار) بوده است.